# Sonstorps missionskyrka
Missionskyrkan Sonstorp, är en kyrkobyggnad i Finspångs kommun. Kyrkan tillhör Evangeliska Frikyrkan och Equmeniakyrkan. Församlingen bildades i slutet av 1800-talet har idag ca 250 medlemmar. 

## Orgel
1976 byggde Reinhard Kohlus, Vadstena en mekanisk orgel.
| Huvudverk I   | Svällverk II      | Pedal      | Koppel |
| Rörflöjt 8'   | Gedakt 8'         | Subbas 16' | I/P    |
| Principal 4'  | Fugara 8'         |            | II/P   |
| Waldflöjt 2'  | Rörflöjt 4'       |            | II/I   |
| Mixtur II-III | Nasat 1 1⁄3'      |            |        |
| Tremulant     | Tremulant         |            |        |
|               | Crescendosvällare |            |        |